# 난 네게 반했어
《난 네게 반했어》는 2008년 4월 21일부터 2008년 10월 18일까지 방영된 한국방송공사 2TV 아침드라마이다.

## 등장 인물

### 우진 & 우정이네
- 윤희석 : 강우진 역
- 김빈우 : 강우정 역
- 이정길 : 강기조 역
- 이동호 : 강도담 역

### 민서 & 민선이네
- 김현성 : 조민서 역
- 신동미 : 조민선 역
- 김응수 : 조국장 역
- 조양자 : 김현자 역
- 방준서 : 조예지 역

### 지원 & 지훈이네
- 박다안 : 배지원 역
- 진태현 : 배지훈 역
- 박근형 : 배덕배 역
- 김혜옥 : 손점순 역

### 그 외 인물
- 오주은 : 최효진 역
- 정은표 : 남항구 역
- 최수린 : 현미경 역
- 이시은 : 문매향 역
- 반효정 : 명자 역
- 이철민 : 형철 역
- 지창욱 : 이필립 역
- 국지연
- 류의현

### 특별출연
- 전혜빈 : 조민서의 맞선녀 역

## 같이 보기
- 흔들리지마 (MBC)
- 물병자리 (SBS)
- 며느리와 며느님 (SBS)